# Malik Djebablah
Pas d'image ? Cliquez ici

a Compétitions nationales et continentales officielles uniquement.

Dernière mise à jour le 26 septembre 2015.
Malik Djebablah, né le 6 octobre 1989 à Agen, est un joueur de rugby à XV algérien, qui évolue au poste de talonneur au sein de l'effectif du SC Albi.

## Carrière
Il est issu du centre de formation du SU Agen. Il fait ses débuts professionnels en 2012.